# Vassili Markov
Pour les articles homonymes, voir Markov.
Vassili Petrovitch Markov, né à Moscou le 14 mars 1907 et mort dans cette ville le 16 janvier 1997 , est un acteur soviétique puis russe, tant au théâtre qu'au cinéma, professeur de théâtre.
Il est artiste émérite de la république socialiste fédérative soviétique de Russie en 1969.

## Biographie
Vassili Markov suit une formation d'art dramatique auprès de Zinaïda Sokolova (ru), la sœur de Constantin Stanislavski. En 1927-1930, il travaille sous la direction de Iouri Zavadski avant de devenir acteur de Théâtre d'art de Moscou (1930).
Vassili Petrovitch enseigne à l'École-studio du Théâtre d'Art académique de Moscou. Il compte parmi ses élèves Mikhaïl Kozakov, Viktor Sergatchiov, Vera Alentova, Irina Mirochnitchenko, Rogvold Soukhoverko (en), Alekseï Borzounov, Ekaterina Gradova, Elena Proklova (en), Irina Tsivina, Vladimir Sterjakov, Andreï Miagkov, Tatiana Vassilieva (Itsykovich), Guerman Iouchko, Valeri Khlevinski, Aleksandra Dorokhina, Anatoli Vassiliev, Aleksandr Martynov, Igor Artachonov, Aliona Okhloupina et bien d'autres.
Distingué artiste émérite de la RSFSR en 1969, il est décoré de l'ordre du Drapeau rouge du Travail en 1988.
Vassili Markov meurt en 1997 et est enterré au cimetière Vagankovo.

## Filmographie partielle
- 1939 : Lénine en 1918 (Ленин в 1918 году), un film de propagande
- 1940 : Sverdlov (Яков Свердлов)
- 1975 : Finiste - Vaillant faucon (Финист — Ясный Сокол)